# Anthony Réveillère
Anthony Réveillère (Doué-la-Fontaine, Maine y Loira, Francia, 10 de noviembre de 1979) es un exfutbolista francés que jugaba defensa.

## Trayectoria
Se formó en las categorías inferiores del Vihiers y del Angers; a los 17 años se incorporó a las categorías inferiores del Rennes. El 3 de febrero de 1998, bajo la guía de Paul Le Guen, debutó en el primer equipo con 18 años de edad, en el partido de Division 1 ante el Bastia. En la temporada siguiente debutó en las competiciones europeas, con 3 presencias en la Copa Intertoto. En enero de 2003 fue cedido a préstamo al Valencia entrenado por Rafa Benítez, donde sumó 18 presencias y un gol en la Liga; además se produjo su debut en la Champions, con 6 presencias.
Terminada su experiencia en España, volvió a su país para jugar en las filas del Olympique de Lyon, donde se reunió con el técnico Paul Le Guen. Con les Gones logró 5 títulos franceses seguidos entre 2003 y 2008, 5 Supercopas de Francia entre 2003 y 2007 y una Copa de Francia en 2008. El 22 de noviembre de 2008, durante el partido contra el París Saint-Germain padeció una lesión del ligamento cruzado anterior de la rodilla izquierda, sin embargo decidió no operarse y volvió a jugar el 11 de abril de 2009 ante el Mónaco.
El año siguiente llegó a jugar la semifinal de Champions contra el Bayern de Múnich, tras eliminar el Real Madrid en los octavos y el Girondins de Burdeos en los cuartos de final. En 2012 ganó por segunda vez la Copa de Francia. El 30 de junio de 2013, terminado el contrato, Réveillère dejó el conjunto lionés después de 10 años y 12 títulos logrados, con un total de 406 partidos (de los cuales 286 fueron en Ligue 1 y 70 en Champions).
El 8 de noviembre del mismo año fue contratado por el Napoli italiano, donde se reunió con su exentrenador del Valencia, Benítez. Debutó el 7 de diciembre, jugando como titular contra el Udinese. Con la camiseta napolitana totalizó 18 presencias (13 en la Serie A) y ganó la Copa Italia. En 2014 pasó al Sunderland inglés, donde concluyó su carrera.

## Selección nacional
Fue internacional con la selección de fútbol de Francia en 20 ocasiones y marcó 1 gol.

### Participaciones en Copas del Mundo
| Mundial                        | Sede      | Resultado    |
| ------------------------------ | --------- | ------------ |
| Copa Mundial de Fútbol de 2010 | Sudáfrica | Primera fase |

### Participaciones en Eurocopas
| Eurocopa                | Sede              | Resultado        |
| ----------------------- | ----------------- | ---------------- |
| Eurocopa Sub-21 de 2002 | Suiza             | Subcampeón       |
| Eurocopa 2012           | Polonia y Ucrania | Cuartos de final |

## Clubes
| Club                | País       | Año       |
| ------------------- | ---------- | --------- |
| Stade Rennais F. C. | Francia    | 1998-2003 |
| Valencia C. F.      | España     | 2003      |
| Olympique de Lyon   | Francia    | 2003-2013 |
| S. S. C. Napoli     | Italia     | 2013-2014 |
| Sunderland A. F. C. | Inglaterra | 2014-2015 |

## Palmarés

### Campeonatos nacionales
| Título               | Club              | País    | Año     |
| -------------------- | ----------------- | ------- | ------- |
| Supercopa de Francia | Olympique de Lyon | Francia | 2003    |
| Ligue 1              | Olympique de Lyon | Francia | 2003-04 |
| Supercopa de Francia | Olympique de Lyon | Francia | 2004    |
| Ligue 1              | Olympique de Lyon | Francia | 2004-05 |
| Supercopa de Francia | Olympique de Lyon | Francia | 2005    |
| Ligue 1              | Olympique de Lyon | Francia | 2005-06 |
| Supercopa de Francia | Olympique de Lyon | Francia | 2006    |
| Ligue 1              | Olympique de Lyon | Francia | 2006-07 |
| Supercopa de Francia | Olympique de Lyon | Francia | 2007    |
| Ligue 1              | Olympique de Lyon | Francia | 2007-08 |
| Copa de Francia      | Olympique de Lyon | Francia | 2007-08 |
| Copa de Francia      | Olympique de Lyon | Francia | 2011-12 |
| Copa Italia          | S. S. C. Napoli   | Italia  | 2013-14 |